# ×Carduocirsium parisiense
Carduocirsium parisiense là một loài thực vật có hoa trong họ Cúc. Loài này được (E.G.Camus) P.Fourn. mô tả khoa học đầu tiên năm 1940.